# Judith (A Perfect Circle)
Judith è un singolo del gruppo musicale statunitense A Perfect Circle, pubblicato il 15 maggio 2000 come primo estratto dal primo album in studio Mer de Noms.

## Descrizione
La prima versione del brano, una demo strumentale intitolata Deal realizzata interamente in una notte, è stata composta da Billy Howerdel come una dedica ad uno dei suoi mentori. Successivamente Maynard James Keenan ne compose il testo, il più aggressivo all'interno del disco, riferito alla madre Judith Marie.  Vittima di un ictus, la donna è rimasta in sedia a rotelle e ha continuato a credere in Dio. Nel brano il cantante affronta la questione dal punto di vista di un figlio che non condivide in alcun modo la sua fede. A Judith Marie il frontman ha successivamente dedicato anche il doppio brano Wings for Marie incluso nell'album 10,000 Days dei Tool.
Il brano è presente nel videogioco Guitar Hero 5 ed è stato inserito nella sua versione Renholdër Mix (remix curato da Danny Lohner) nella colonna sonora del film Underworld.

## Video musicale
Il video, diretto da David Fincher, mostra il gruppo mentre suona in uno studio molto ampio ed è caratterizzato da diversi effetti tipici del regista come le luci scure e fumose, l'oscuramento dei volti, i graffi della pellicola e la manipolazione dei fotogrammi.

## Tracce
Testi e musiche di Billy Howerdel e Maynard James Keenan.
CD promozionale (Stati Uniti)
1. Judith (Clean Version) – 4:07

CD (Europa, Stati Uniti)
1. Judith – 4:05
2. Magdalena (Live) – 4:13
3. Breña (Live) – 4:03
4. Orestes (Demo) – 3:22

7" (Europa)
- Lato A

1. Judith – 4:05
2. Orestes (Demo) – 3:22

- Lato B

1. Magdalena (Live) – 4:13
2. Breña (Live) – 4:03

CD promozionale, 7" promozionale – Remix (Canada, Europa)
1. Judith (Remix) – 4:23

## Formazione
Hanno partecipato alle registrazioni, secondo le note di copertina di Mer de Noms:
Gruppo
- Maynard James Keenan – voce
- Billy Howerdel – cori, chitarra, basso
- Josh Freese – batteria
- Paz Lenchantin – cori

Produzione
- Billy Howerdel – produzione, missaggio, ingegneria del suono
- Alan Moulder – missaggio, ingegneria del suono
- Eddy Schreyer – mastering

## Classifiche
| Classifica (2000)             | Posizione massima |
| ----------------------------- | ----------------- |
| Australia                     | 25                |
| Nuova Zelanda                 | 34                |
| Regno Unito                   | 153               |
| Stati Uniti (alternative)     | 5                 |
| Stati Uniti (mainstream rock) | 4                 |